# Les
Les è un comune spagnolo di 968 abitanti della Val d'Aran. È situato nella comunità autonoma della Catalogna, nella provincia di Lleida.

## Geografia
Piccolo paese dei Pirenei a 634 m d'altitudine s.l.m., si trova nei pressi del confine francese. Il villaggio è parte della Val d'Aran una regione storico-geografica della Catalogna.

## Festività
Dal dicembre 2015, le feste del fuoco dei Pirenei (il fuoco del giorno di San Giovanni si chiama brandon), in Francia, soprattutto nei Comminges, ad Andorra e in Spagna con i villaggi di Arties e di Les sono iscritti nell'elenco dei patrimoni orali e immateriali dell'umanità dell'UNESCO.